# بلال سعد مبارک
بلال سعد مبارک (عربی: بلال سعد مُبارك؛ ۱۸ دسامبر ۱۹۷۲ – ۲۷ اکتبر ۲۰۱۸) پرتاب‌گر وزنه اهل قطر بود.